# Copa Colombia 2014
La Copa Colombia 2014 (oficialmente y por motivos de patrocinio, Copa Postobón 2014) fue la duodécima edición del torneo nacional de Copa organizado por la División Mayor del Fútbol Colombiano que enfrentó a los clubes de las categorías Primera A y Primera B del fútbol en Colombia.
En la asamblea de clubes de la División Mayor del Fútbol Colombiano se estableció que el campeonato mantendría el mismo sistema de la Copa Colombia 2013, pero disputado sólo en el segundo semestre y no todo el año como se venía haciendo.
La Copa Colombia, inició el 29 de junio y finalizó el 12 de noviembre coronándose campeón el Deportes Tolima luego de vencer en la final a Santa Fe 3-2 en el global.
Al equipo campeón de la Copa se le otorgó un cupo a la Copa Sudamericana 2015.

## Sistema de juego
Al igual que en las cuatro ediciones anteriores, los 36 equipos afiliados a la División Mayor del Fútbol Colombiano (Dimayor) toman parte del torneo, divididos en seis grupos con igual número de equipos que se enfrentarán todos contra todos en 10 fechas. Los dos primeros equipos de cada grupo, junto con los cuatro mejores terceros clasificarán a la siguiente fase.
Después, los dieciséis equipos clasificados en la Fase I jugarán la Fase II, formándose ocho llaves de dos equipos cada una, quienes disputarán partidos de ida y vuelta (octavos de final) de aquí en adelante siendo visitante en el partido de ida el equipo con más puntos hechos. Ocho saldrán eliminados, mientras los restantes buscarán cuatro cupos directos (Ganador llave 2 vs Ganador llave 6, Ganador llave 1 vs Ganador llave 5, Ganador llave 3 vs Ganador llave 7 y Ganador llave 4 vs Ganador llave 8) siendo esto los cuartos de final. Posteriormente los cuatro equipos se enfrentarán en semifinales (S1 vs S3 y S2 vs S4) y los vencedores disputarán la final del torneo.

## Datos de los clubes

### Equipos por departamentos
| Departamento       | N.º | Equipos                                                                        |
| ------------------ | --- | ------------------------------------------------------------------------------ |
| Bogotá, D. C.      | 5   | Millonarios, Santa Fe, La Equidad, Fortaleza y Bogotá F. C.                    |
| Antioquia          | 4   | Atlético Nacional, Independiente Medellín, Envigado F. C. y Deportivo Rionegro |
| Valle del Cauca    | 4   | América de Cali, Deportivo Cali, Cortuluá y Depor Aguablanca                   |
| Atlántico          | 3   | Junior, Uniautónoma y Barranquilla F. C.                                       |
| Santander          | 3   | Real Santander, Alianza Petrolera y Atlético Bucaramanga                       |
| Boyacá             | 2   | Boyacá Chicó y Patriotas                                                       |
| Risaralda          | 2   | Deportivo Pereira y Águilas Pereira                                            |
| Cundinamarca       | 1   | Expreso Rojo                                                                   |
| Nariño             | 1   | Deportivo Pasto                                                                |
| Caldas             | 1   | Once Caldas                                                                    |
| Magdalena          | 1   | Unión Magdalena                                                                |
| Cauca              | 1   | Universitario                                                                  |
| Bolívar            | 1   | Real Cartagena                                                                 |
| Cesar              | 1   | Valledupar F. C.                                                               |
| Huila              | 1   | Atlético Huila                                                                 |
| Meta               | 1   | Llaneros                                                                       |
| Norte de Santander | 1   | Cúcuta Deportivo                                                               |
| Quindío            | 1   | Deportes Quindío                                                               |
| Córdoba            | 1   | Jaguares                                                                       |
| Tolima             | 1   | Deportes Tolima                                                                |

## Fase de grupos regionales
En esta fase, los 36 equipos participantes se dividen en seis grupos, en cada uno se agrupan los equipos según la región geográfica a la que pertenece cada club. En cada grupo se ubican seis equipos, los cuales juegan 10 partidos, de ida y vuelta, en el formato de todos contra todos. Los equipos que se ubiquen en el 1° y 2° puesto avanzan a los Octavos de final; asimismo, avanzarán los cuatro mejores equipos que se ubiquen en el tercer lugar de su grupo.
|  |                                                      |
|  | Clasificado a Octavos de final.                      |
|  | Clasificado, como mejor tercero, a Octavos de final. |
|  | Eliminados                                           |

### Grupo A
| Equipo             | PJ | PG | PE | PP | GF | GC | Dif. | Pts. |
| ------------------ | -- | -- | -- | -- | -- | -- | ---- | ---- |
| Junior             | 10 | 6  | 3  | 1  | 20 | 6  | 14   | 21   |
| Valledupar F. C.   | 10 | 5  | 4  | 1  | 17 | 7  | 10   | 19   |
| Real Cartagena     | 10 | 3  | 4  | 3  | 13 | 12 | 1    | 13   |
| Uniautónoma        | 10 | 4  | 1  | 5  | 10 | 13 | -3   | 13   |
| Barranquilla F. C. | 10 | 3  | 4  | 3  | 7  | 11 | -4   | 13   |
| Unión Magdalena    | 10 | 0  | 2  | 8  | 4  | 22 | -18  | 2    |

| Resultados | Resultados      | Resultados   | Resultados | Resultados   | Resultados | Resultados   | Resultados | Resultados   | Resultados | Resultados  | Resultados | Resultados   | Resultados |
| Jornada    | Fecha           | Local        |            | Visitante    | Hora       | Local        |            | Visitante    | Hora       | Local       |            | Visitante    | Hora       |
| ---------- | --------------- | ------------ | ---------- | ------------ | ---------- | ------------ | ---------- | ------------ | ---------- | ----------- | ---------- | ------------ | ---------- |
| Fecha 1    | 29 de junio     | Valledupar   | 3:0        | Cartagena    | 15:00      | Uniautónoma  | 3:1        | Barranquilla | 15:00      | Magdalena   | 0:4        | Junior       | 15:00      |
| Fecha 2    | 2 de julio      | Barranquilla | 1:0        | Magdalena    | 15:00      | Junior       | 3:2        | Valledupar   | 17:30      | Cartagena   | 0:1        | Uniautónoma  | 19:30      |
| Fecha 3    | 6 de julio      | Valledupar   | 1:1        | Uniautónoma  | 15:00      | Junior       | 2:0        | Barranquilla | 17:30      | Cartagena   | 7:0        | Magdalena    | 15:00      |
| Fecha 4    | 9 10 de julio   | Uniautónoma  | 1:0        | Magdalena    | 15:30      | Junior       | 1:1        | Cartagena    | 17:30      | Valledupar  | 0:0        | Barranquilla | 15:00      |
| Fecha 5    | 23 de julio     | Barranquilla | 1:1        | Cartagena    | 15:15      | Junior       | 3:0        | Uniautónoma  | 15:15      | Valledupar  | 2:0        | Magdalena    | 15:15      |
| Fecha 6    | 30 de julio     | Junior       | 1:1        | Magdalena    | 15:15      | Barranquilla | 2:1        | Uniautónoma  | 15:15      | Cartagena   | 1:5        | Valledupar   | 15:15      |
| Fecha 7    | 6 de agosto     | Valledupar   | 1:0        | Junior       | 15:15      | Magdalena    | 0:1        | Barranquilla | 15:15      | Uniautónoma | 0:1        | Cartagena    | 15:00      |
| Fecha 8    | 13/14 de agosto | Uniautónoma  | 1:2        | Valledupar   | 15:00      | Barranquilla | 1:4        | Junior       | 15:15      | Magdalena   | 1:2        | Cartagena    | 15:15      |
| Fecha 9    | 20/21 de agosto | Barranquilla | 0:0        | Valledupar   | 15:00      | Magdalena    | 1:2        | Uniautónoma  | 15:00      | Cartagena   | 0:0        | Junior       | 19:30      |
| Fecha 10   | 27 de agosto    | Cartagena    | 0:0        | Barranquilla | 15:15      | Uniautónoma  | 0:2        | Junior       | 15:15      | Valledupar  | 1:1        | Magdalena    | 15:00      |

### Grupo B
| Equipo             | PJ | PG | PE | PP | GF | GC | Dif. | Pts. |
| ------------------ | -- | -- | -- | -- | -- | -- | ---- | ---- |
| Atlético Nacional  | 10 | 6  | 3  | 1  | 20 | 12 | 8    | 21   |
| Indep. Medellín    | 10 | 6  | 3  | 1  | 16 | 9  | 7    | 21   |
| Envigado F. C.     | 10 | 3  | 4  | 3  | 12 | 12 | 0    | 13   |
| Jaguares           | 10 | 2  | 5  | 3  | 7  | 9  | -2   | 11   |
| Águilas Doradas    | 10 | 1  | 5  | 4  | 12 | 14 | -2   | 8    |
| Deportivo Rionegro | 10 | 0  | 4  | 6  | 11 | 22 | -11  | 4    |

| Resultados | Resultados      | Resultados | Resultados | Resultados | Resultados | Resultados | Resultados | Resultados | Resultados | Resultados | Resultados | Resultados | Resultados |
| Jornada    | Fecha           | Local      |            | Visitante  | Hora       | Local      |            | Visitante  | Hora       | Local      |            | Visitante  | Hora       |
| ---------- | --------------- | ---------- | ---------- | ---------- | ---------- | ---------- | ---------- | ---------- | ---------- | ---------- | ---------- | ---------- | ---------- |
| Fecha 1    | 27/29 de junio  | Rionegro   | 1:1        | Águilas    | 15:00      | Envigado   | 0:1        | Nacional   | 15:30      | Medellín   | 2:1        | Jaguares   | 17:30      |
| Fecha 2    | 2 de julio      | Envigado   | 0:0        | Jaguares   | 15:30      | Nacional   | 2:2        | Rionegro   | 18:00      | Águilas    | 2:2        | Medellín   | 10:00      |
| Fecha 3    | 5/6 de julio    | Envigado   | 4:2        | Rionegro   | 17:00      | Jaguares   | 1:0        | Águilas    | 15:00      | Medellín   | 2:1        | Nacional   | 15:15      |
| Fecha 4    | 9/10 de julio   | Rionegro   | 0:1        | Medellín   | 15:00      | Envigado   | 0:0        | Águilas    | 17:00      | Nacional   | 1:0        | Jaguares   | 19:30      |
| Fecha 5    | 23 de julio     | Águilas    | 1:3        | Nacional   | 20:00      | Jaguares   | 1:1        | Rionegro   | 19:30      | Medellín   | 2:0        | Envigado   | 19:45      |
| Fecha 6    | 30 de julio     | Jaguares   | 1:3        | Medellín   | 19:30      | Águilas    | 6:3        | Rionegro   | 15:00      | Nacional   | 3:3        | Envigado   | 19:30      |
| Fecha 7    | 6 de agosto     | Jaguares   | 2:1        | Envigado   | 15:00      | Medellín   | 0:0        | Águilas    | 19:30      | Rionegro   | 2:3        | Nacional   | 19:45      |
| Fecha 8    | 13 de agosto    | Águilas    | 0:0        | Jaguares   | 19:00      | Nacional   | 3:0        | Medellín   | 18:00      | Rionegro   | 0:1        | Envigado   | 15:00      |
| Fecha 9    | 20 de agosto    | Águilas    | 1:2        | Envigado   | 15:00      | Jaguares   | 1:1        | Nacional   | 19:30      | Medellín   | 3:0        | Rionegro   | 19:45      |
| Fecha 10   | 27/28 de agosto | Nacional   | 2:1        | Águilas    | 19:30      | Rionegro   | 0:0        | Jaguares   | 15:00      | Envigado   | 1:1        | Medellín   | 19:00      |

### Grupo C
| Equipo               | PJ | PG | PE | PP | GF | GC | Dif. | Pts. |
| -------------------- | -- | -- | -- | -- | -- | -- | ---- | ---- |
| Boyacá Chicó         | 10 | 5  | 5  | 0  | 11 | 4  | 7    | 20   |
| Patriotas            | 10 | 5  | 4  | 1  | 10 | 8  | 2    | 19   |
| Cúcuta Deportivo     | 10 | 4  | 5  | 1  | 13 | 6  | 7    | 17   |
| Alianza Petrolera    | 10 | 2  | 4  | 4  | 10 | 11 | -1   | 10   |
| Atlético Bucaramanga | 10 | 2  | 3  | 5  | 9  | 13 | -4   | 9    |
| Real Santander       | 10 | 1  | 1  | 8  | 7  | 18 | -11  | 4    |

| Resultados | Resultados   | Resultados  | Resultados | Resultados  | Resultados | Resultados  | Resultados | Resultados | Resultados | Resultados  | Resultados | Resultados  | Resultados |
| Jornada    | Fecha        | Local       |            | Visitante   | Hora       | Local       |            | Visitante  | Hora       | Local       |            | Visitante   | Hora       |
| ---------- | ------------ | ----------- | ---------- | ----------- | ---------- | ----------- | ---------- | ---------- | ---------- | ----------- | ---------- | ----------- | ---------- |
| Fecha 1    | 29 de junio  | Bucaramanga | 1:2        | Patriotas   | 15:00      | B. Chicó    | 2:1        | Santander  | 19:00      | Alianza     | 0:2        | Cúcuta      | 15:000     |
| Fecha 2    | 2 de julio   | Santander   | 3:0        | Bucaramanga | 15:00      | Patriotas   | 1:0        | Alianza    | 15:30      | Cúcuta      | 0:1        | B. Chicó    | 19:30      |
| Fecha 3    | 6 de julio   | Santander   | 1:2        | Cúcuta      | 15:00      | Bucaramanga | 3:0        | Alianza    | 15:00      | B. Chicó    | 0:0        | Patriotas   | 15:30      |
| Fecha 4    | 9 de julio   | Bucaramanga | 0:2        | Cúcuta      | 15:00      | Alianza     | 0:1        | B. Chicó   | 15:15      | Patriotas   | 2:0        | Santander   | 15:30      |
| Fecha 5    | 23 de julio  | Cúcuta      | 1:1        | Patriotas   | 15:15      | Santander   | 0:2        | Alianza    | 15:15      | B. Chicó    | 2:1        | Bucaramanga | 15:15      |
| Fecha 6    | 30 de julio  | Santander   | 0:3        | B. Chicó    | 15:15      | Cúcuta      | 1:1        | Alianza    | 15:15      | Patriotas   | 2:1        | Bucaramanga | 15:15      |
| Fecha 7    | 6 de agosto  | Bucamanga   | 1:0        | Santander   | 15:15      | B. Chicó    | 1:1        | Cúcuta     | 15:15      | Alianza     | 4:0        | Patriotas   | 15:15      |
| Fecha 8    | 13 de agosto | Cúcuta      | 3:0        | Santander   | 15:15      | Patriotas   | 0:0        | B. Chicó   | 15:15      | Alianza     | 1:1        | Bucaramanga | 15:15      |
| Fecha 9    | 20 de agosto | Cúcuta      | 0:0        | Bucaramanga | 15:15      | Santander   | 0:1        | Patriotas  | 15:15      | B. Chicó    | 0:0        | Alianza     | 15:15      |
| Fecha 10   | 27 de agosto | Patriotas   | 1:1        | Cúcuta      | 15:15      | Alianza     | 2:2        | Santander  | 15:15      | Bucaramanga | 1:1        | B. Chicó    | 15:15      |

### Grupo D
| Equipo       | PJ | PG | PE | PP | GF | GC | Dif. | Pts. |
| ------------ | -- | -- | -- | -- | -- | -- | ---- | ---- |
| Santa Fe     | 10 | 9  | 0  | 1  | 21 | 9  | 12   | 27   |
| La Equidad   | 10 | 4  | 4  | 2  | 14 | 11 | 3    | 16   |
| Llaneros     | 10 | 4  | 2  | 4  | 11 | 11 | 0    | 14   |
| Bogotá F. C. | 10 | 4  | 2  | 4  | 10 | 11 | -1   | 14   |
| Millonarios  | 10 | 2  | 1  | 7  | 8  | 13 | -5   | 7    |
| Expreso Rojo | 10 | 2  | 1  | 7  | 7  | 16 | -9   | 7    |

| Resultados | Resultados      | Resultados  | Resultados | Resultados  | Resultados | Resultados  | Resultados | Resultados  | Resultados | Resultados  | Resultados | Resultados  | Resultados |
| Jornada    | Fecha           | Local       |            | Visitante   | Hora       | Local       |            | Visitante   | Hora       | Local       |            | Visitante   | Hora       |
| ---------- | --------------- | ----------- | ---------- | ----------- | ---------- | ----------- | ---------- | ----------- | ---------- | ----------- | ---------- | ----------- | ---------- |
| Fecha 1    | 29 de junio     | Millonarios | 1:0        | Expreso     | 10:00      | La Equidad  | 1:2        | Santa Fe    | 10:00      | Llaneros    | 0:1        | Bogotá      | 15:00      |
| Fecha 2    | 2 de julio      | Expreso     | 0:1        | La Equidad  | 15:00      | Bogotá      | 0:1        | Millonarios | 15:00      | Santa Fe    | 2:0        | Llaneros    | 15:00      |
| Fecha 3    | 6 de julio      | La Equidad  | 2:2        | Llaneros    | 13:00      | Expreso     | 0:1        | Bogotá      | 15:30      | Millonarios | 0:1        | Santa Fe    | 19:45      |
| Fecha 4    | 9/10 de julio   | Llaneros    | 2:1        | Millonarios | 11:00      | La Equidad  | 1:0        | Bogotá      | 15:00      | Santa Fe    | 4:1        | Expreso     | 15:00      |
| Fecha 5    | 16/23 de julio  | Bogotá      | 1:2        | Santa Fe    | 15:00      | Expreso     | 0:1        | Llaneros    | 15:30      | La Equidad  | 1:0        | Millonarios | 17:00      |
| Fecha 6    | 30 de julio     | Bogotá      | 1:0        | Llaneros    | 15:00      | Santa Fe    | 3:1        | La Equidad  | 15:00      | Expreso     | 2:1        | Millonarios | 19:00      |
| Fecha 7    | 6/7 de agosto   | Llaneros    | 3:1        | Santa Fe    | 15:00      | Millonarios | 1:2        | Bogotá      | 17:30      | La Equidad  | 3:0        | Expreso     | 15:00      |
| Fecha 8    | 13 de agosto    | Bogotá      | 2:2        | Expreso     | 15:00      | Llaneros    | 1:1        | La Equidad  | 15:00      | Santa Fe    | 1:0        | Millonarios | 20:00      |
| Fecha 9    | 20/21 de agosto | Millonarios | 1:2        | Llaneros    | 11:00      | Expreso     | 1:2        | Santa Fe    | 19:00      | Bogotá      | 1:1        | La Equidad  | 15:00      |
| Fecha 10   | 28 de agosto    | Millonarios | 2:2        | La Equidad  | 10:00      | Santa Fe    | 3:1        | Bogotá      | 15:00      | Llaneros    | 0:1        | Expreso     | 15:00      |

### Grupo E
| Equipo           | PJ | PG | PE | PP | GF | GC | Dif. | Pts. |
| ---------------- | -- | -- | -- | -- | -- | -- | ---- | ---- |
| Cortuluá         | 10 | 4  | 5  | 1  | 12 | 8  | 4    | 17   |
| América de Cali  | 10 | 3  | 5  | 2  | 14 | 8  | 6    | 14   |
| Deportivo Cali   | 10 | 3  | 5  | 2  | 11 | 9  | 2    | 14   |
| Deportivo Pasto  | 10 | 4  | 2  | 4  | 12 | 11 | 1    | 14   |
| Universitario    | 10 | 3  | 3  | 4  | 10 | 14 | -4   | 12   |
| Depor Aguablanca | 10 | 2  | 2  | 6  | 9  | 18 | -9   | 8    |

| Resultados | Resultados      | Resultados    | Resultados | Resultados    | Resultados | Resultados | Resultados | Resultados    | Resultados | Resultados    | Resultados | Resultados | Resultados |
| Jornada    | Fecha           | Local         |            | Visitante     | Hora       | Local      |            | Visitante     | Hora       | Local         |            | Visitante  | Hora       |
| ---------- | --------------- | ------------- | ---------- | ------------- | ---------- | ---------- | ---------- | ------------- | ---------- | ------------- | ---------- | ---------- | ---------- |
| Fecha 1    | 29 de junio     | Universitario | 1:0        | América       | 11:30      | Cortuluá   | 2:0        | Pasto         | 15:00      | Depor         | 1:2        | Cali       | 19:30      |
| Fecha 2    | 2/12 de julio   | Universitario | 3:0        | Depor         | 11:30      | Cali       | 0:1        | Cortuluá      | 19:30      | Pasto         | 0:3        | América    | 20:00      |
| Fecha 3    | 6 de julio      | Universitario | 1:0        | Pasto         | 11:30      | Depor      | 1:2        | Cortuluá      | 15:00      | América       | 2:2        | Cali       | 17:30      |
| Fecha 4    | 9 de julio      | Depor         | 2:1        | Pasto         | 15:00      | Cali       | 1:1        | Universitario | 19:00      | Cortuluá      | 0:0        | América    | 20:00      |
| Fecha 5    | 23/24 de julio  | América       | 4:0        | Depor         | 19:30      | Pasto      | 1:1        | Cali          | 20:00      | Universitario | 1:1        | Cortuluá   | 11:30      |
| Fecha 6    | 30/31 de julio  | Cali          | 2:1        | Depor         | 15:30      | América    | 2:1        | Universitario | 19:30      | Pasto         | 3:1        | Cortuluá   | 20:00      |
| Fecha 7    | 6 de agosto     | Depor         | 2:0        | Universitario | 16:00      | América    | 0:1        | Pasto         | 19:45      | Cortuluá      | 0:0        | Cali       | 20:00      |
| Fecha 8    | 13/14 de agosto | Pasto         | 4:0        | Universitario | 20:00      | Cali       | 0:0        | América       | 19:45      | Cortuluá      | 2:0        | Depor      | 20:00      |
| Fecha 9    | 20/21 de agosto | Universitario | 1:3        | Cali          | 11:30      | América    | 2:2        | Cortuluá      | 19:30      | Pasto         | 1:1        | Depor      | 20:00      |
| Fecha 10   | 20/28 de agosto | Cali          | 0:1        | Pasto         | 19:45      | Cortuluá   | 1:1        | Universitario | 19:45      | Depor         | 1:1        | América    | 09:00      |

### Grupo F
| Equipo            | PJ | PG | PE | PP | GF | GC | Dif. | Pts. |
| ----------------- | -- | -- | -- | -- | -- | -- | ---- | ---- |
| Deportes Tolima   | 10 | 7  | 0  | 3  | 19 | 10 | 9    | 21   |
| Deportes Quindío  | 10 | 5  | 2  | 3  | 15 | 14 | 1    | 17   |
| Once Caldas       | 10 | 5  | 1  | 4  | 16 | 14 | 2    | 16   |
| Atlético Huila    | 10 | 4  | 1  | 5  | 14 | 14 | 0    | 13   |
| Fortaleza         | 10 | 3  | 3  | 4  | 7  | 10 | -3   | 12   |
| Deportivo Pereira | 10 | 2  | 1  | 7  | 10 | 19 | -9   | 7    |

| Resultados | Resultados      | Resultados | Resultados | Resultados  | Resultados | Resultados  | Resultados | Resultados | Resultados | Resultados  | Resultados | Resultados  | Resultados |
| Jornada    | Fecha           | Local      |            | Visitante   | Hora       | Local       |            | Visitante  | Hora       | Local       |            | Visitante   | Hora       |
| ---------- | --------------- | ---------- | ---------- | ----------- | ---------- | ----------- | ---------- | ---------- | ---------- | ----------- | ---------- | ----------- | ---------- |
| Fecha 1    | 29 de junio     | Fortaleza  | 2:1        | Tolima      | 14:00      | Pereira     | 0:3        | Huila      | 15:00      | Quindío     | 2:1        | Once Caldas | 15:00      |
| Fecha 2    | 2 de julio      | Huila      | 0:2        | Tolima      | 15:30      | Once Caldas | 5:2        | Pereira    | 19:00      | Fortaleza   | 0:0        | Quindío     | 11:00      |
| Fecha 3    | 6 de julio      | Fortaleza  | 2:1        | Huila       | 13:00      | Quindío     | 2:1        | Pereira    | 15:00      | Tolima      | 3:0        | Once Caldas | 15:30      |
| Fecha 4    | 9 de julio      | Quindío    | 4:2        | Huila       | 11:00      | Tolima      | 3:0        | Pereira    | 15:30      | Once Caldas | 0:0        | Fortaleza   | 19:00      |
| Fecha 5    | 23 de julio     | Huila      | 2:0        | Once Caldas | 15:30      | Tolima      | 4:2        | Quindío    | 15:30      | Fortaleza   | 0:0        | Pereira     | 15:00      |
| Fecha 6    | 30 de julio     | Tolima     | 1:0        | Fortaleza   | 15:30      | Huila       | 2:1        | Pereira    | 15:30      | Once Caldas | 2:1        | Quindío     | 19:45      |
| Fecha 7    | 6 de agosto     | Tolima     | 2:1        | Huila       | 15:30      | Quindío     | 1:0        | Fortaleza  | 15:00      | Pereira     | 2:1        | Once Caldas | 16:00      |
| Fecha 8    | 13 de agosto    | Huila      | 1:0        | Fortaleza   | 15:30      | Once Caldas | 1:0        | Tolima     | 19:00      | Pereira     | 0:1        | Quindío     | 15:00      |
| Fecha 9    | 20/21 de agosto | Fortaleza  | 1:4        | Once Caldas | 15:00      | Pereira     | 3:0        | Tolima     | 19:45      | Huila       | 1:1        | Quindío     | 15:30      |
| Fecha 10   | 27 de agosto    | Pereira    | 1:2        | Fortaleza   | 15:00      | Quindío     | 1:3        | Tolima     | 15:00      | Once Caldas | 2:1        | Huila       | 15:00      |

### Tabla de terceros lugares
Los cuatro mejores equipos que ocuparon el tercer lugar en cada uno de sus grupos avanzaron a octavos de final. Los cuatro clasificados, fueron ordenados para definir su posición entre los mejores terceros. En orden ascendente del Grupo A al Grupo F, se ordenaron alfabética los equipos clasificados. Cabe destacar, que entre los cuatro mejores terceros, no se tuvo en cuenta sus puntos obtenidos para definir su lugar entre estos cuatro clasificados. De tal forma, así se posicionaron los mejores terceros:
| Pos. | Grupo | Equipo           | PJ | PG | PE | PP | GF | GC | Dif. | Pts. |
| ---- | ----- | ---------------- | -- | -- | -- | -- | -- | -- | ---- | ---- |
| 1.   | C     | Cúcuta Deportivo | 10 | 4  | 5  | 1  | 13 | 6  | 7    | 17   |
| 2.   | D     | Llaneros         | 10 | 4  | 2  | 4  | 11 | 11 | 0    | 14   |
| 3.   | E     | Deportivo Cali   | 10 | 3  | 5  | 2  | 11 | 9  | 2    | 14   |
| 4.   | F     | Once Caldas      | 10 | 5  | 1  | 4  | 16 | 14 | 2    | 16   |
| 5.   | A     | Real Cartagena   | 10 | 3  | 4  | 3  | 13 | 12 | 1    | 13   |
| 6.   | B     | Envigado F. C.   | 10 | 3  | 4  | 3  | 12 | 12 | 0    | 13   |

## Fases de eliminación directa
- La hora de cada encuentro corresponde al huso horario que rige a Colombia (UTC-5)

### Cuadro
|  | Octavos de final       | Octavos de final      | Octavos de final      |                 |   | Cuartos de final  | Cuartos de final  | Cuartos de final  |  |  | Semifinales         | Semifinales         | Semifinales         |  |  | Final               | Final               | Final               |
|  | 4 al 19 de septiembre  | 4 al 19 de septiembre | 4 al 19 de septiembre |                 |   | 1 al 8 de octubre | 1 al 8 de octubre | 1 al 8 de octubre |  |  | 22 al 29 de octubre | 22 al 29 de octubre | 22 al 29 de octubre |  |  | 5 y 12 de noviembre | 5 y 12 de noviembre | 5 y 12 de noviembre |
|  |                        |                       |                       |                 |   |                   |                   |                   |  |  |                     |                     |                     |  |  |                     |                     |                     |
|  |                        |                       |                       |                 |   |                   |                   |                   |  |  |                     |                     |                     |  |  |                     |                     |                     |
|  |                        |                       |                       |                 |   |                   |                   |                   |  |  |                     |                     |                     |  |  |                     |                     |                     |
|  | Junior (p.)            | 1                     | 1 (4)                 |                 |   |                   |                   |                   |  |  |                     |                     |                     |  |  |                     |                     |                     |
|  | Junior (p.)            | 1                     | 1 (4)                 |                 |   |                   |                   |                   |  |  |                     |                     |                     |  |  |                     |                     |                     |
|  | Llaneros               | 1                     | 1 (2)                 |                 |   |                   |                   |                   |  |  |                     |                     |                     |  |  |                     |                     |                     |
|  | Llaneros               | 1                     | 1 (2)                 | Junior          | 3 | 4                 |                   |                   |  |  |                     |                     |                     |  |  |                     |                     |                     |
|  |                        |                       |                       |                 | 3 | 4                 |                   |                   |  |  |                     |                     |                     |  |  |                     |                     |                     |
|  |                        | Valledupar F. C.      | 2                     | 2               |   |                   |                   |                   |  |  |                     |                     |                     |  |  |                     |                     |                     |
|  | Cortuluá               | Valledupar F. C.      | 2                     | 2               | 1 | 1                 |                   |                   |  |  |                     |                     |                     |  |  |                     |                     |                     |
|  | Cortuluá               |                       |                       |                 | 1 | 1                 |                   |                   |  |  |                     |                     |                     |  |  |                     |                     |                     |
|  | Valledupar F. C.       | 3                     | 1                     |                 |   |                   |                   |                   |  |  |                     |                     |                     |  |  |                     |                     |                     |
|  | Valledupar F. C.       | 3                     | 1                     | Santa Fe        | 0 | 1                 |                   |                   |  |  |                     |                     |                     |  |  |                     |                     |                     |
|  |                        |                       |                       |                 | 0 | 1                 |                   |                   |  |  |                     |                     |                     |  |  |                     |                     |                     |
|  |                        | Junior                | 0                     | 0               |   |                   |                   |                   |  |  |                     |                     |                     |  |  |                     |                     |                     |
|  | Santa Fe               | Junior                | 0                     | 0               | 2 | 2                 |                   |                   |  |  |                     |                     |                     |  |  |                     |                     |                     |
|  | Santa Fe               |                       |                       |                 | 2 | 2                 |                   |                   |  |  |                     |                     |                     |  |  |                     |                     |                     |
|  | Cúcuta Deportivo       | 1                     | 0                     |                 |   |                   |                   |                   |  |  |                     |                     |                     |  |  |                     |                     |                     |
|  | Cúcuta Deportivo       | 1                     | 0                     | Santa Fe        | 2 | 2                 |                   |                   |  |  |                     |                     |                     |  |  |                     |                     |                     |
|  |                        |                       |                       |                 | 2 | 2                 |                   |                   |  |  |                     |                     |                     |  |  |                     |                     |                     |
|  |                        | Deportes Quindío      | 0                     | 2               |   |                   |                   |                   |  |  |                     |                     |                     |  |  |                     |                     |                     |
|  | Deportes Quindío       | Deportes Quindío      | 0                     | 2               | 1 | 0                 |                   |                   |  |  |                     |                     |                     |  |  |                     |                     |                     |
|  | Deportes Quindío       |                       |                       |                 | 1 | 0                 |                   |                   |  |  |                     |                     |                     |  |  |                     |                     |                     |
|  | América de Cali        | 0                     | 0                     |                 |   |                   |                   |                   |  |  |                     |                     |                     |  |  |                     |                     |                     |
|  | América de Cali        | 0                     | 0                     | Santa Fe        | 0 | 2                 |                   |                   |  |  |                     |                     |                     |  |  |                     |                     |                     |
|  |                        |                       |                       |                 | 0 | 2                 |                   |                   |  |  |                     |                     |                     |  |  |                     |                     |                     |
|  |                        | Deportes Tolima       | 2                     | 1               |   |                   |                   |                   |  |  |                     |                     |                     |  |  |                     |                     |                     |
|  | Atlético Nacional (p.) | Deportes Tolima       | 2                     | 1               | 2 | 0 (3)             |                   |                   |  |  |                     |                     |                     |  |  |                     |                     |                     |
|  | Atlético Nacional (p.) |                       |                       |                 | 2 | 0 (3)             |                   |                   |  |  |                     |                     |                     |  |  |                     |                     |                     |
|  | Deportivo Cali         | 1                     | 1 (2)                 |                 |   |                   |                   |                   |  |  |                     |                     |                     |  |  |                     |                     |                     |
|  | Deportivo Cali         | 1                     | 1 (2)                 | Deportes Tolima | 2 | 2                 |                   |                   |  |  |                     |                     |                     |  |  |                     |                     |                     |
|  |                        |                       |                       |                 | 2 | 2                 |                   |                   |  |  |                     |                     |                     |  |  |                     |                     |                     |
|  |                        | Atlético Nacional     | 2                     | 0               |   |                   |                   |                   |  |  |                     |                     |                     |  |  |                     |                     |                     |
|  | Deportes Tolima        | Atlético Nacional     | 2                     | 0               | 1 | 4                 |                   |                   |  |  |                     |                     |                     |  |  |                     |                     |                     |
|  | Deportes Tolima        |                       |                       |                 | 1 | 4                 |                   |                   |  |  |                     |                     |                     |  |  |                     |                     |                     |
|  | Independiente Medellín | 0                     | 2                     |                 |   |                   |                   |                   |  |  |                     |                     |                     |  |  |                     |                     |                     |
|  | Independiente Medellín | 0                     | 2                     | Deportes Tolima | 0 | 2                 |                   |                   |  |  |                     |                     |                     |  |  |                     |                     |                     |
|  |                        |                       |                       |                 | 0 | 2                 |                   |                   |  |  |                     |                     |                     |  |  |                     |                     |                     |
|  |                        | Patriotas             | 0                     | 1               |   |                   |                   |                   |  |  |                     |                     |                     |  |  |                     |                     |                     |
|  | Boyacá Chicó           | Patriotas             | 0                     | 1               | 1 | 0                 |                   |                   |  |  |                     |                     |                     |  |  |                     |                     |                     |
|  | Boyacá Chicó           |                       |                       |                 | 1 | 0                 |                   |                   |  |  |                     |                     |                     |  |  |                     |                     |                     |
|  | Once Caldas            | 2                     | 1                     |                 |   |                   |                   |                   |  |  |                     |                     |                     |  |  |                     |                     |                     |
|  | Once Caldas            | 2                     | 1                     | Once Caldas     | 2 | 1                 |                   |                   |  |  |                     |                     |                     |  |  |                     |                     |                     |
|  |                        |                       |                       |                 | 2 | 1                 |                   |                   |  |  |                     |                     |                     |  |  |                     |                     |                     |
|  |                        | Patriotas             | 2                     | 4               |   |                   |                   |                   |  |  |                     |                     |                     |  |  |                     |                     |                     |
|  | Patriotas (p.)         | Patriotas             | 2                     | 4               | 0 | 2 (4)             |                   |                   |  |  |                     |                     |                     |  |  |                     |                     |                     |
|  | Patriotas (p.)         |                       |                       |                 | 0 | 2 (4)             |                   |                   |  |  |                     |                     |                     |  |  |                     |                     |                     |
|  | La Equidad             | 0                     | 2 (3)                 |                 |   |                   |                   |                   |  |  |                     |                     |                     |  |  |                     |                     |                     |

- Nota: En cada llave, el equipo ubicado en la primera línea es el que ejerce la localía en el partido de vuelta.

### Octavos de final
| 4 de septiembre de 2014, 19:45 | Deportivo Cali | 1:2 (0:0) | Atlético Nacional    | Estadio Pascual Guerrero, Cali |                           |
|                                | Herrera 71'    | Reporte   | Valoy 47' · Ruiz 86' | Árbitro(s): Ramiro Suárez      | Árbitro(s): Ramiro Suárez |

| 19 de septiembre de 2014, 19:45 | Atlético Nacional                                           | 0:1 (0:1) (3:2 p.) | Deportivo Cali                                                | Estadio Atanasio Girardot, Medellín |                           |
|                                 |                                                             | [http://www.copapostobon.com.co/content/nacional-vs-cali-8vos-vuelta (enlace roto disponible en Internet Archive; véase el historial, la primera versión y la última). Reporte] | Murillo 28'                                                   | Árbitro(s): Leevan Suárez           | Árbitro(s): Leevan Suárez |
|                                 |                                                             | Tiros desde el punto penal |                                                               |                                     |                           |
|                                 | Guisao · Guerra · Bocanegra · Cárdenas · Bernal · Tréllez · | | Bolívar · Payares · Murillo · Mosquera · Giraldo · Torijano · |                                     |                           |

| 10 de septiembre de 2014, 19:00 | Llaneros            | 1:1 (0:0) | Junior               | Estadio Manuel Calle, Villavicencio |                           |
|                                 | Valencia 87' (pen.) | Reporte   | Domínguez 53' (pen.) | Árbitro(s): Ramiro Suárez           | Árbitro(s): Ramiro Suárez |

| 17 de septiembre de 2014, 18:00 | Junior                                 | 1:1 (0:0) (4:2 p.) | Llaneros                                | Estadio Metropolitano, Barranquilla |                         |
|                                 | Mena 73'                               | [http://www.copapostobon.com.co/content/junior-vs-llaneros-8vos-vuelta (enlace roto disponible en Internet Archive; véase el historial, la primera versión y la última). Reporte] | Soto 80'                                | Árbitro(s): Oscar Gómez             | Árbitro(s): Oscar Gómez |
|                                 |                                        | Tiros desde el punto penal |                                         |                                     |                         |
|                                 | Mena · Hernández · Barrera · Aguirre · | | M. Gómez · Soto · Valencia · A. Gómez · |                                     |                         |

| 9 de septiembre de 2014, 19:30 | Independiente Medellín | 0:1 (0:0) | Deportes Tolima | Estadio Atanasio Girardot, Medellín |                              |
|                                |                        | Reporte   | Chará 76'       | Árbitro(s): Fernando Camargo        | Árbitro(s): Fernando Camargo |

| 17 de septiembre de 2014, 19:30 | Deportes Tolima                                 | 4:2 (2:0) | Independiente Medellín | Estadio Manuel Murillo Toro, Ibagué |                                |
|                                 | Chará 27' · Pérez 31' · Barrios 70' · Silva 90' | Reporte   | Cano 60' 89'           | Árbitro(s): Luis Fdo. Trujillo      | Árbitro(s): Luis Fdo. Trujillo |

| 10 de septiembre de 2014, 15:00 | Valledupar F. C.             | 3:1 (0:1) | Cortuluá     | Estadio Armando Maestre, Valledupar |                               |
|                                 | Santos 57' 86' · Iriarte 74' | Reporte   | Rodríguez 1' | Árbitro(s): Roberto Rodríguez       | Árbitro(s): Roberto Rodríguez |

| 18 de septiembre de 2014, 20:00 | Cortuluá      | 1:1 0:0 | Valledupar F. C. | Estadio Doce de Octubre, Tuluá |                           |
|                                 | Rodríguez 52' | Reporte | Santos 77'       | Árbitro(s): Oscar Orjuela      | Árbitro(s): Oscar Orjuela |

| 10 de septiembre de 2014, 19:00 | Once Caldas              | 2:1 (1:0) | Boyacá Chicó | Estadio Palogrande, Manizales |                             |
|                                 | Culman 41' · Jiménez 90' | Reporte   | Castillo 58' | Árbitro(s): Gustavo Murillo   | Árbitro(s): Gustavo Murillo |

| 17 de septiembre de 2014, 19:30 | Boyacá Chicó | 0:1 (0:0) | Once Caldas  | Estadio La Independencia, Tunja |                          |
|                                 |              | Reporte   | Arango 90+4' | Árbitro(s): Carlos Anaya        | Árbitro(s): Carlos Anaya |

| 10 de septiembre de 2014, 19:45 | Cúcuta Deportivo | 1:2 (0:0) | Santa Fe                 | Estadio General Santander, Cúcuta |                          |
|                                 | Pérez 85'        | Reporte   | Morelo 80' · Cuero 90+2' | Árbitro(s): Carlos Anaya          | Árbitro(s): Carlos Anaya |

| 17 de septiembre de 2014, 19:45 | Santa Fe               | 2:0 (2:0) | Cúcuta Deportivo | Estadio El Campín, Bogotá |                         |
|                                 | Rangel 15' · Arias 39' | Reporte   |                  | Árbitro(s): Ervin Otero   | Árbitro(s): Ervin Otero |

| 10 de septiembre de 2014, 15:00 | La Equidad | 0:0     | Patriotas | Estadio Metropolitano de Techo, Bogotá |                         |
|                                 |            | Reporte |           | Árbitro(s): Ervin Otero                | Árbitro(s): Ervin Otero |

| 17 de septiembre de 2014, 15:00 | Patriotas                                | 2:2 (1:0) (4:3 p.) | La Equidad                                              | Estadio La Independencia, Tunja |                          |
|                                 | Lazaga 28' 59'                           | [http://www.copapostobon.com.co/content/patriotas-vs-equidad-8vos-fecha-2 (enlace roto disponible en Internet Archive; véase el historial, la primera versión y la última). Reporte] | Jones 73' · Barreto 87'                                 | Árbitro(s): Julian Mejía        | Árbitro(s): Julian Mejía |
|                                 |                                          | Tiros desde el punto penal |                                                         |                                 |                          |
|                                 | Cano · Henao · Rivas · Estrada · Vikonis | | Valencia · Hinestroza · Nájera · Elvis González · Novoa |                                 |                          |

| 11 de septiembre de 2014, 19:30 | América de Cali | 0:1 (0:0) | Deportes Quindío | Estadio Pascual Guerrero, Cali |                           |
|                                 |                 | Reporte   | Castillo 87'     | Árbitro(s): Nicolás Gallo      | Árbitro(s): Nicolás Gallo |

| 18 de septiembre de 2014, 19:30 | Deportes Quindío | 0:0     | América de Cali | Estadio Centenario, Armenia |                           |
|                                 |                  | Reporte |                 | Árbitro(s): Carlos Ortega   | Árbitro(s): Carlos Ortega |

### Cuartos de final
| 1 de octubre de 2014, 15:00 | Valledupar            | 2:3 (0:3) | Junior                     | Estadio Armando Maestre, Valledupar |                         |
|                             | Santos 52' 65' (pen.) | Reporte   | Mena 21' 35' · Barrera 26' | Árbitro(s): Oscar Gómez             | Árbitro(s): Oscar Gómez |

| 8 de octubre de 2014, 18:30 | Junior                                             | 4:2 (2:2) | Valledupar                                 | Estadio Metropolitano, Barranquilla |                              |
|                             | Hugo Jiménez 3' (aut.) · Jorge Aguirre 46' 75' 89' | Reporte   | Hugo Bolaños 25' · Óscar Santos 44' (pen.) | Árbitro(s): Weimar Hernández        | Árbitro(s): Weimar Hernández |

| 2 de octubre de 2014, 19:30 | Deportes Quindío | 0:2 (0:1) | Santa Fe                  | Estadio Centenario, Armenia |                           |
|                             |                  | Reporte   | Mosquera 18' · Morelo 74' | Árbitro(s): Leevan Suárez   | Árbitro(s): Leevan Suárez |

| 8 de octubre de 2014, 19:45 | Santa Fe                                   | 2:2 (2:1) | Deportes Quindío                         | Estadio El Campín, Bogotá    |                              |
|                             | Luis Carlos Arias 14' · Michael Rangel 40' | Reporte   | Wilson Galeano 24' · Eduar Viveros 90+2' | Árbitro(s): Fernando Camargo | Árbitro(s): Fernando Camargo |

| 2 de octubre de 2014, 19:45 | Atlético Nacional       | 2:2 (1:0) | Deportes Tolima          | Estadio Atanasio Girardot, Medellín |                         |
|                             | Cárdenas 26' · Páez 76' | Reporte   | Quiñones 50' · Acuña 55' | Árbitro(s): Ervin Otero             | Árbitro(s): Ervin Otero |

| 8 de octubre de 2014, 19:45 | Deportes Tolima                                  | 2:0 (1:0) | Atlético Nacional | Estadio Manuel Murillo Toro, Ibagué |                          |
|                             | Breyner Bonilla 39' (pen.) · Andrés Ibargüen 78' | Reporte   |                   | Árbitro(s): Carlos Anaya            | Árbitro(s): Carlos Anaya |

| 1 de octubre de 2014, 19:00 | Patriotas      | 2:2 (1:1) | Once Caldas                                       | Estadio La Independencia, Tunja    |                                    |
|                             | Lazaga 17' 60' | Reporte   | Palomeque 6' (pen.) · Cristhian Subero 58' (a.g.) | Árbitro(s): Luis Fernando Trujillo | Árbitro(s): Luis Fernando Trujillo |

| 8 de octubre de 2014, 19:00 | Once Caldas        | 1:4 (1:2) | Patriotas                                                                    | Estadio Palogrande, Manizales |                               |
|                             | Martín Bonjour 31' | Reporte   | Carlos Rentería 33' · Cristhian Subero 44' 60' · Gonzalo Martínez 88' (pen.) | Árbitro(s): Carlos Betancourt | Árbitro(s): Carlos Betancourt |

### Semifinales
| 22 de octubre de 2014, 19:45 | Junior | 0:0     | Santa Fe | Estadio Metropolitano, Barranquilla |                             |
|                              |        | Reporte |          | Árbitro(s): Gustavo Murillo         | Árbitro(s): Gustavo Murillo |

| 29 de octubre de 2014, 20:00 | Santa Fe  | 1:0 (1:0) | Junior | Estadio El Campín, Bogotá |                          |
|                              | Morelo 4' | Reporte   |        | Árbitro(s): Jorge Sierra  | Árbitro(s): Jorge Sierra |

| 22 de octubre de 2014, 19:00 | Patriotas | 0:0     | Deportes Tolima | Estadio La Independencia, Tunja |                           |
|                              |           | Reporte |                 | Árbitro(s): Edilson Ariza       | Árbitro(s): Edilson Ariza |

| 29 de octubre de 2014, 19:45 | Deportes Tolima          | 2:1 (1:0) | Patriotas    | Estadio Manuel Murillo Toro, Ibagué |                          |
|                              | Palacios 11' · Chará 83' | Reporte   | Corredor 85' | Árbitro(s): Juan Gamarra            | Árbitro(s): Juan Gamarra |

### Final
| 5 de noviembre de 2014, 19:45 | Deportes Tolima                | 2:0 (0:0) | Santa Fe | Estadio Manuel Murillo Toro, Ibagué |                          |
|                               | Noguera 80' (pen.) · Chará 86' | Reporte   |          | Árbitro(s): Luis Sánchez            | Árbitro(s): Luis Sánchez |

| 12 de noviembre de 2014, 19:30 | Santa Fe              | 2:1 (1:1) | Deportes Tolima | Estadio El Campín, Bogotá    |                              |
|                                | Arias 42' · Cuero 56' | Reporte   | Ibargüen 44'    | Árbitro(s): Gustavo González | Árbitro(s): Gustavo González |

|                                     |
| Bandera de Colombia                 |
| Campeón Deportes Tolima 1.er título |

## Goleadores
| Jugador                     | Equipos                | Goles |
| --------------------------- | ---------------------- | ----- |
| Óscar Santos                | Valledupar F. C.       | 10    |
| Michael Rangel              | Santa Fe               | 9     |
| Yessy Mena                  | Junior                 | 8     |
| Leonardo Villagra           | La Equidad             | 7     |
| Wilfrido de la Rosa Mendoza | Deportes Tolima        | 7     |
| Jefferson Cuero             | Santa Fe               | 6     |
| Johan Arango                | Once Caldas            | 6     |
| Milton Rodríguez            | Cortuluá               | 6     |
| Alfredo Morelos             | Independiente Medellín | 5     |
| Jorge Aguirre               | Junior                 | 5     |
|                             |                        |       |

## Estadísticas generales
| Pos. | Equipos                | PJ | PG | PE | PP | GF | GC | Dif. | Pts. | Rend.  |
| ---- | ---------------------- | -- | -- | -- | -- | -- | -- | ---- | ---- | ------ |
| 1.   | Deportes Tolima        | 18 | 12 | 2  | 4  | 33 | 17 | 16   | 38   | 70.37% |
| 2.   | Santa Fe               | 18 | 14 | 2  | 2  | 32 | 15 | 17   | 44   | 81.48% |
| 3.   | Junior                 | 16 | 8  | 6  | 2  | 29 | 13 | 16   | 30   | 62.50% |
| 4.   | Patriotas              | 16 | 6  | 8  | 2  | 19 | 15 | 4    | 26   | 54.16% |
| 5.   | Atlético Nacional      | 14 | 7  | 4  | 3  | 24 | 18 | 6    | 25   | 59.52% |
| 6.   | Valledupar F. C.       | 14 | 6  | 5  | 3  | 25 | 16 | 9    | 23   | 54.76% |
| 7.   | Once Caldas            | 14 | 7  | 2  | 5  | 22 | 21 | 1    | 23   | 54.76% |
| 8.   | Deportes Quindío       | 14 | 6  | 4  | 4  | 18 | 18 | 0    | 22   | 52.38% |
| 9.   | Independiente Medellín | 12 | 6  | 3  | 3  | 18 | 14 | 4    | 21   | 58.33% |
| 10.  | Boyacá Chicó           | 12 | 5  | 5  | 2  | 12 | 7  | 5    | 20   | 55.55% |
| 11.  | La Equidad             | 12 | 4  | 6  | 2  | 16 | 13 | 3    | 18   | 50%    |
| 12.  | Cortuluá               | 12 | 4  | 6  | 2  | 14 | 12 | 2    | 18   | 50%    |
| 13.  | Cúcuta Deportivo       | 12 | 4  | 5  | 3  | 14 | 10 | 4    | 17   | 47.22% |
| 14.  | Deportivo Cali         | 12 | 4  | 5  | 3  | 13 | 11 | 2    | 17   | 47.22% |
| 15.  | Llaneros               | 12 | 4  | 4  | 4  | 13 | 13 | 0    | 16   | 44.44% |
| 16.  | América de Cali        | 12 | 3  | 6  | 3  | 14 | 9  | 5    | 15   | 41.66% |
| 17.  | Deportivo Pasto        | 10 | 4  | 2  | 4  | 12 | 11 | 1    | 14   | 46.66% |
| 18.  | Bogotá F. C.           | 10 | 4  | 2  | 4  | 10 | 11 | -1   | 14   | 46.66% |
| 19.  | Real Cartagena         | 10 | 3  | 4  | 3  | 13 | 12 | 1    | 13   | 43.33% |
| 20.  | Atlético Huila         | 10 | 4  | 1  | 5  | 14 | 14 | 0    | 13   | 43.33% |
| 21.  | Envigado F. C.         | 10 | 3  | 4  | 3  | 12 | 12 | 0    | 13   | 43.33% |
| 22.  | Uniautónoma            | 10 | 4  | 1  | 5  | 10 | 13 | -3   | 13   | 43.33% |
| 23.  | Barranquilla F. C.     | 10 | 3  | 4  | 3  | 7  | 11 | -4   | 13   | 43.33% |
| 24.  | Fortaleza              | 10 | 3  | 3  | 4  | 7  | 10 | -3   | 12   | 40%    |
| 25.  | Universitario          | 10 | 3  | 3  | 4  | 10 | 14 | -4   | 12   | 40%    |
| 26.  | Jaguares               | 10 | 2  | 5  | 3  | 7  | 9  | -2   | 11   | 36.66% |
| 27.  | Alianza Petrolera      | 10 | 2  | 4  | 4  | 10 | 11 | -1   | 10   | 33.33% |
| 28.  | Atlético Bucaramanga   | 10 | 2  | 3  | 5  | 9  | 13 | -4   | 9    | 30%    |
| 29.  | Águilas Doradas        | 10 | 1  | 5  | 4  | 12 | 14 | -2   | 8    | 26.66% |
| 30.  | Depor Aguablanca       | 10 | 2  | 2  | 6  | 9  | 18 | -9   | 8    | 26.66% |
| 31.  | Millonarios            | 10 | 2  | 1  | 7  | 8  | 13 | -5   | 7    | 23.33% |
| 32.  | Deportivo Pereira      | 10 | 2  | 1  | 7  | 10 | 19 | -9   | 7    | 23.33% |
| 33.  | Expreso Rojo           | 10 | 2  | 1  | 7  | 7  | 16 | -9   | 7    | 23.33% |
| 34.  | Deportivo Rionegro     | 10 | 0  | 4  | 6  | 11 | 22 | -11  | 4    | 13.33% |
| 35.  | Real Santander         | 10 | 1  | 1  | 8  | 7  | 18 | -11  | 4    | 13.33% |
| 36.  | Unión Magdalena        | 10 | 0  | 2  | 8  | 4  | 22 | -18  | 2    | 6.66%  |
|      |                        |    |    |    |    |    |    |      |      |        |

|  |                                 |
|  | Campeón.                        |
|  | Subcampeón.                     |
|  | Eliminados en semifinales.      |
|  | Eliminados en cuartos de final. |
|  | Eliminados en octavos de final. |
|  | Eliminado en fase de grupos.    |